# イーラム国民民主解放戦線
イーラム国民民主解放戦線（イーラムこくみんみんしゅかいほうせんせん、英語: Eelam National Democratic Liberation Front、略称：ENDLF）は、インド人の支援を受けたスリランカのタミル人武装組織。1987年に他の武装組織（イーラム人民革命解放戦線：EPRLF、タミル・イーラム人民解放機構：PLOTE、タミル・イーラム解放機構：TELO）からそれぞれ分離した勢力が集まって結成された。現在は政治活動を行なっている。

## 創設
PLOTEの中心メンバーの一人であるグナナピラガサム・グナナセカランがTELO、EPRLFのメンバーと共に軍事組織「スリー・スターズ」を結成した。1987年、スリー・スターズはPLOTEから分離したグループやEPRLFから分離したダグラス・デバナンダ派のグループと合併した。これらの合併はインドの情報機関であるインド調査分析局の支援によって行われた。その後デバナンダはENDLFを去り、イーラム人民民主党（EPDP）を結成した。

## 政治
ENDLFはインド平和維持軍（IPKF）が駐留していた1987年から1990年までの期間、非常に活発に活動し、1988年実施の北東部州議会選挙、1989年国会選挙にも候補者を出した。しかし、1990年にIPKFが撤退すると同時にENDLFもインドに撤退し、その後タミル・イーラム解放のトラ（LTTE）指揮官のカルナ・アマンがLTTEを離脱する2004年までの間活動を休止していた。同年カルナはENDLFに加わりその党首となった。そしてすぐに反LTTEの姿勢をとり始めた。その後カルナはENDLFから脱退したが、ENDLFは現在も政治活動を行なっている。